# Liste des films produits par Arte
Cet article présente la liste des films sortis au cinéma produits par la chaîne franco-allemande Arte.

## Années 1990

### 1993
- Le Congrès des pingouins (Der Kongreß der Pinguine) de Hans-Ulrich Schlumpf
- D'Est de Chantal Akerman
- Die Denunziantin de Detlef Michel
- Kaspar Hauser de Peter Sehr
- Leni Riefenstahl, le pouvoir des images (Die Macht der Bilder: Leni Riefenstahl) de Ray Müller

### 1994
- 71 Fragments d'une chronologie du hasard de Michael Haneke
- Amigomío d'Alcides Chiesa et Jeanine Meerapfel
- Auf Wiedersehen Amerika de Jan Schütte
- Couvre-feu de Rashid Masharawi
- Du fond du cœur de Jacques Doillon
- L'Eau froide d'Olivier Assayas
- Emmène-moi de Michel Spinosa
- Ernesto Che Guevara, le journal de Bolivie de Richard Dindo
- L'Espace de la grâce (Hasenjagd - Vor lauter Feigheit gibt es kein Erbarmen) d'Andreas Gruber
- Gesetz der Straße d'Oliver Herbrich
- L'Homme des casernes de Jacqueline Veuve
- Metaihmio de Panos Karkanevatos
- Moondance de Dagmar Hirtz
- Le Péril jeune de Cédric Klapisch
- Les Roseaux sauvages d'André Téchiné
- Seule, Georgie d'Otar Iosseliani
- Trop de bonheur de Cédric Kahn
- La Véritable Histoire d'Artaud le Mômo de Gérard Mordillat et Jérôme Prieur

### 1995
- Afrique, mon Afrique d'Idrissa Ouedraogo
- L'Âge des possibles de Pascale Ferran
- Bunte Hunde de Lars Becker
- The Celluloid Closet de Rob Epstein et Jeffrey Friedman
- Le Cinéma des larmes (O Cinema de Lágrimas) de Nelson Pereira dos Santos
- La Comédie de Dieu (A Comédia de Deus) de João César Monteiro
- Le Conte des trois diamants (Hikayat al-Jawahir al-Thalath) de Michel Khleifi
- Coûte que coûte de Claire Simon
- Le Cri de la lavande dans le champ de sauterelles (Peggio di così si muore) de Marcello Cesena
- Dans la forêt vierge après cinq heures (Nach Fünf im Urwald) de Hans-Christian Schmid
- Les Gens d'en face (Los de enfrente) de Jesús Garay
- Les Hommes du port d'Alain Tanner
- Lumière et Compagnie (collectif)
- Niki de Saint Phalle : Qui est le monstre - toi ou moi ? (Niki de Saint Phalle: Wer ist das Monster - du oder ich?) de Peter Schamoni
- Otto John: Eine deutsche Geschichte d'Erwin Leiser
- Paroisses, paroissiens, paroissiennes de Marie-Claude Treilhou
- Stille Nacht de Dani Levy
- Tragédie burlesque (Urnebesna tragedija) de Goran Marković
- Transatlantis de Christian Wagner
- Ulrike Marie Meinhof de Timon Koulmasis
- L'Univers de Jacques Demy d'Agnès Varda
- Z-man's Kinder de Heidi Specogna

### 1996
- L'amour est à réinventer (collectif)
- L'Appartement de Gilles Mimouni
- Au peuple allemand (Dem deutschen Volke) de Jörg Daniel Hissen et Wolfram Hissen
- Au prochain baiser, je tire ! (Beim nächsten Kuß knall ich ihn nieder) de Hans-Christoph Blumenberg
- Au-delà du silence (Jenseits der Stille) de Caroline Link
- Breaking the Waves de Lars von Trier
- Clando de Jean-Marie Teno
- La Comédie-Française ou l'Amour joué de Frederick Wiseman
- Comment je me suis disputé… (ma vie sexuelle) d'Arnaud Desplechin
- Les Gens des baraques de Robert Bozzi
- Lea d'Ivan Fíla
- Mossane de Safi Faye
- Poussières d'amour (Abfallprodukte der Liebe) de Werner Schroeter
- Still Here de Gretchen Bender et Bill T. Jones
- Universal Techno de Dominique Deluze
- Unmade Beds de Nicholas Barker
- Le Violon de Rothschild d'Edgardo Cozarinsky

### 1997
- Chili, la mémoire obstinée (Chile, la memoria obstinada) de Patricio Guzmán
- Les Dockers de Liverpool (The Flickering Flame) de Ken Loach
- Fantômes de Tanger d'Edgardo Cozarinsky
- Mange ta soupe de Mathieu Amalric
- Mein Herz - Niemandem! de Helma Sanders-Brahms
- Ombres d'Edna Politi
- Petit Dieter doit voler (Little Dieter Needs to Fly) de Werner Herzog
- Les Rêveurs (Winterschläfer) de Tom Tykwer
- Rokoko d'Ulrike Pfeiffer
- Tupamaros de Rainer Hoffmann et Heidi Specogna
- La vie est un chantier (Das Leben ist eine Baustelle.) de Wolfgang Becker
- Un vivant qui passe de Claude Lanzmann
- The War Symphonies: Shostakovich Against Stalin de Larry Weinstein

### 1998
- Aime ton prochain (Liebe deine Nächste!) de Detlev Buck
- Beefcake de Thom Fitzgerald
- Bertolt Brecht - Liebe, Revolution und andere gefährliche Sachen de Jutta Brückner et Kaj Holmberg
- La Chaussure (Kurpe) de Laila Pakalniņa
- Cours, Lola, cours (Lola rennt) de Tom Tykwer
- Croupier de Mike Hodges
- Le Dernier Chaperon rouge de Jan Kounen (court métrage)
- Diario para un cuento de Jana Boková
- L'Éternité et Un Jour (Mia éoniotita kai mia méra) de Theo Angelopoulos
- La Girafe de Dani Levy et Maria Schrader
- Hölderlin, le cavalier de feu (Feuerreiter) de Nina Grosse
- The Hole (Dòng) de Tsai Ming-liang
- Home Page de Doug Block
- Le Jeu du mambo (Das Mambospiel) de Michael Gwisdek
- Jeckes de Carsten Hueck et Jens Meurer
- Last Night de Don McKellar
- Lila Lili de Marie Vermillard
- Massoud, l'Afghan de Christophe de Ponfilly
- My Name Is Joe de Ken Loach
- La Nouvelle Ève de Catherine Corsini
- Les Mutants (Os Mutantes) de Teresa Villaverde
- Pleine Lune (Vollmond) de Fredi Murer
- Sombre de Philippe Grandrieux
- Tous pour la mafia (Alle für die Mafia) de Gernot Friedel
- Le Trio de Hermine Huntgeburth
- Un soir après la guerre de Rithy Panh
- Victor... pendant qu'il est trop tard de Sandrine Veysset
- Vivre au paradis de Bourlem Guerdjou
- West Beyrouth de Ziad Doueiri

### 1999
- Les Amants criminels de François Ozon
- Berezina ou les Derniers Jours de la Suisse (Beresina oder Die letzten Tage der Schweiz) de Daniel Schmid
- Bill Diamond (Bill Diamond - Geschichte eines Augenblicks) de Wolfgang Panzer
- Les Bouffons (Absolute Giganten) de Sebastian Schipper
- Die Braut d'Egon Günther
- Buena Vista Social Club de Wim Wenders
- La Chanson du sombre dimanche (Gloomy Sunday - Ein Lied von Liebe und Tod) de Rolf Schübel
- Civilisées de Randa Chahal Sabbagh
- Cours toujours de Dante Desarthe
- Derrière la forêt de  Jérôme Cler et Gulya Mirzoeva
- Du bleu jusqu'en Amérique de Sarah Lévy
- L'Einstein du sexe (Der Einstein des Sex) de Rosa von Praunheim
- Ennemis intimes (Mein liebster Feind) de Werner Herzog
- Grüne Wüste d'Anno Saul
- Highway de Sergueï Dvortsevoï
- L'humanité de Bruno Dumont
- Karnaval de Thomas Vincent
- Kiemas de Valdas Navasaitis
- Kurt Gerrons Karussell d'Ilona Ziok
- Die letzte Station de Bogdan Dreyer
- The Last Cigarette de Frank Keraudren et Kevin Rafferty
- Lévi, le youpin (Viehjud Levi) de Didi Danquart
- Moloch d'Alexandre Sokourov
- Nadia et les Hippopotames de Dominique Cabrera
- Paddy de Gérard Mordillat
- Peau d'homme cœur de bête de Hélène Angel
- Pola X de Leos Carax
- Les Portes fermées (Al abwab al Moghlaka) d'Atef Hetata
- Qui plume la lune ? de Christine Carrière
- Qui sait ? de Nicolas Philibert
- Requiem für eine romantische Frau de Dagmar Knöpfel
- Romance de Catherine Breillat
- Sud de Chantal Akerman
- Un ciel parsemé de diamants (Nebo v almazakh) de Vassili Pitchoul
- Une chanson d'amour et de mort (Gloomy Sunday - Ein Lied von Liebe und Tod) de Rolf Schübel
- Vénus Beauté (Institut) de Tonie Marshall
- La vie ne me fait pas peur de Noémie Lvovsky
- La Ville (El medina) de Yousry Nasrallah
- Voyages d'Emmanuel Finkiel

## Années 2000

### 2000
- À la verticale de l'été (Mùa hè chiều thẳng đứng) de Trần Anh Hùng
- Adela d'Eduardo Mignogna
- L'Amour, l'Argent, l'Amour de Philip Gröning
- Beau Travail de Claire Denis
- Bread and Roses de Ken Loach
- Bronx-Barbès d'Éliane de Latour
- Calle 54 de Fernando Trueba
- Capitaines d'avril (Capitães de Abril) de Maria de Medeiros
- La Captive de Chantal Akerman
- Ceux d'en face de Jean-Daniel Pollet
- Chansons du deuxième étage (Sånger från andra våningen) de Roy Andersson
- Code inconnu de Michael Haneke
- La Commune (Paris, 1871) de Peter Watkins
- Contrôle d'identité (Die innere Sicherheit) de Christian Petzold
- Dancer in the Dark de Lars von Trier
- De l'histoire ancienne d'Orso Miret
- La Devinière de Benoît Dervaux
- Drôle de Félix d'Olivier Ducastel et Jacques Martineau
- Faites comme si je n'étais pas là d'Olivier Jahan
- La Géographie de la peur (Pelon maantiede) d'Auli Mantila
- Les Harmonies Werckmeister (Werckmeister harmóniák) de Béla Tarr
- Heimspiel de Pepe Danquart
- Kippour d'Amos Gitaï
- Die Königin - Marianne Hoppe de Werner Schroeter
- Lumumba de Raoul Peck
- Les Marchands de sable de Pierre Salvadori
- Marie, Nonna, la Vierge et Moi de Francis Renaud
- Nationale 7 de Jean-Pierre Sinapi
- La Noce (Svadba) de Pavel Lounguine
- Paria de Nicolas Klotz
- Petite Chérie d'Anne Villacèque
- Petite Conversation familiale de Hélène Lapiower
- Le Petit Voleur d'Érick Zonca
- Presque rien de Sébastien Lifshitz
- La Racine du cœur (A Raiz do Coração) de Paulo Rocha
- Ressources humaines de Laurent Cantet
- Royal de luxe : Retour d'Afrique de Dominique Deluze
- Saint-Cyr de Patricia Mazuy
- La Saison des hommes de Moufida Tlatli
- Samia de Philippe Faucon
- Les Savates du bon Dieu de Jean-Claude Brisseau
- Selon Matthieu de Xavier Beauvois
- Sous le sable de François Ozon
- Stand-by de Roch Stéphanik
- Succès à l'italienne (Scusi, dov'è il Nord Est?) de Stefano Missio
- Une journée d'Andreï Arsenevitch de Chris Marker
- Vengo de Tony Gatlif

### 2001
- 17, rue Bleue de Chad Chenouga
- À ma sœur ! de Catherine Breillat
- Les Âmes fortes de Raoul Ruiz
- L'Autre Monde de Merzak Allouache
- Avec tout mon amour d'Amalia Escriva
- Cet amour-là de Josée Dayan
- Chère Martha de Sandra Nettelbeck
- Clément d'Emmanuelle Bercot
- Élégie de la traversée d'Alexandre Sokourov
- Éloge de l'amour de Jean-Luc Godard
- L'Emploi du temps de Laurent Cantet
- La Fille de Keltoum de Mehdi Charef
- Gagner la vie (Ganhar a Vida) de João Canijo
- Intimité de Patrice Chéreau
- Invincible de Werner Herzog
- Jeunesse dorée de Zaïda Ghorab-Volta
- J'ai tué Clémence Acéra de Jean-Luc Gaget
- Karmen Geï de Joseph Gaï Ramaka
- Mariage tardif (Hatuna Meuheret) de Dover Kosashvili
- Martha... Martha de Sandrine Veysset
- The Navigators de Ken Loach
- On appelle ça... le printemps de Hervé Le Roux
- La Pianiste de Michael Haneke
- Rivers and Tides de Thomas Riedelsheimer
- Serbie, année zéro de Goran Marković
- Trouble Every Day de Claire Denis
- Violette et Mister B. de Dominique Delouche
- Zeno de Francesca Comencini

### 2002
- 17 Fois Cécile Cassard de Christophe Honoré
- Abouna de Mahamat Saleh Haroun
- Ali Farka Touré, le miel n'est jamais bon dans une seule bouche de Marc Huraux
- Le Baiser de l'ours de Sergueï Bodrov
- Les Beaux Lendemains de Téheran de Reza Khatibi
- Bloody Christmas de Michel Leray (court métrage)
- Britney, Baby, One More Time de Ludi Boeken
- Chávez, le film (Chavez: Inside the Coup) de Kim Bartley et Donnacha O'Briain
- Les Chemins de l'oued de Gaël Morel
- Coffre de la vie (Sunduq al-dunyâ) d'Ossama Mohammed
- Daresalam d'Issa Serge Coelo
- La Dernière Lettre de Frederick Wiseman
- De l'autre côté de Chantal Akerman
- Les Diables de Christophe Ruggia
- En attendant le bonheur (Heremakono) d'Abderrahmane Sissako
- Être et avoir de Nicolas Philibert
- L'Homme sans passé d'Aki Kaurismäki
- L'Idole de Samantha Lang
- Intervention divine d'Elia Suleiman
- Iran, sous le voile des apparences de Thierry Michel
- Kedma d'Amos Gitaï
- Love and Diane de Jennifer Dworkin
- Marie et le Loup d'Ève Heinrich
- Oublie tout ce que je t'ai dit (Esquece Tudo O Que Te Disse) d'António Ferreira
- Le Pays du chien qui chante de Yann Dedet
- Le Procès de Henry Kissinger (The Trials of Henry Kissinger) d'Eugene Jarecki
- Rachida de Yamina Bachir-Chouikh
- Roues libres de Sidiki Bakaba
- Satin rouge de Raja Amari
- Sex Is Comedy de Catherine Breillat
- Ticket to Jerusalem de Rashid Masharawi
- Un nouveau Russe (Oligarch) de Pavel Lounguine
- Une part du ciel de Bénédicte Liénard
- La Vie nouvelle de Philippe Grandrieux
- Vivre me tue de Jean-Pierre Sinapi

### 2003
- Abjad d'Abolfazl Jalili
- Adiue d'Arnaud des Pallières
- Alila d'Amos Gitaï
- Au loin, les lumières (Lichter) de Hans-Christian Schmid
- Le Cerf-volant de Randa Chahal Sabbagh
- La Chose publique de Mathieu Amalric
- Dancing de Patrick Mario Bernard, Pierre Trividic et Xavier Brillat
- Depuis qu'Otar est parti… de Julie Bertuccelli
- Des plumes dans la tête de Thomas de Thier
- Dix-sept Ans de Didier Nion
- Dogville de Lars von Trier
- Eau dormante de Sabiha Sumar
- Errance de Damien Odoul
- Histoire de Marie et Julien de Jacques Rivette
- Là-haut, un roi au-dessus des nuages de Pierre Schoendoerffer
- Léo, en jouant « Dans la compagnie des hommes » d'Arnaud Desplechin
- Les Mains vides de Marc Recha
- Les Marins perdus de Claire Devers
- On n'est pas des marques de vélo de Jean-Pierre Thorn
- Pas de repos pour les braves d'Alain Guiraudie
- La Raison du plus fort de Patric Jean
- Le Roi des voleurs (König der Diebe) d'Ivan Fíla
- S21, la machine de mort khmère rouge de Rithy Panh
- Sansa de Siegfried
- Le Silence de la forêt de Bassek Ba Kobhio et Didier Ouenangare
- Le Temps du loup de Michael Haneke
- Tiresia de Bertrand Bonello
- Toutes ces belles promesses de Jean Paul Civeyrac
- Une offrande musicale (Mein Name ist Bach) de Dominique de Rivaz
- Va et vient (Vai~E~Vem) de João César Monteiro
- Vert paradis d'Emmanuel Bourdieu
- Violence des échanges en milieu tempéré de Jean-Marc Moutout

### 2004
- 2046 de Wong Kar-wai
- À tout de suite de Benoît Jacquot
- La Blessure de Nicolas Klotz
- Clean d'Olivier Assayas
- Les Clefs de la maison (Le chiavi di casa) de Gianni Amelio
- Demain on déménage de Chantal Akerman
- En attendant les nuages (En attendant les nuages) de Yeşim Ustaoğlu
- L'Ennemi naturel de Pierre Erwan Guillaume
- Le Grand Voyage d'Ismaël Ferroukhi
- Haïti : La Fin des chimères ? de Charles Najman
- Head-On (Gegen die Wand) de Fatih Akin
- L'Intrus de Claire Denis
- Jour et Nuit (Rì rì yè yè) de Wang Chao
- Ma mère de Christophe Honoré
- Monsieur Zucker joue son va-tout (Alles auf Zucker!) de Dani Levy
- Los muertos de Lisandro Alonso
- Ne fais pas ça ! de Luc Bondy
- Parfum d'absinthe (Was nützt die Liebe in Gedanken) d'Achim von Borries
- Pork and Milk de Valérie Mréjen
- La Porte du soleil de Yousry Nasrallah
- Tristesse beau visage de Jean Paul Civeyrac
- Viva Laldjérie de Nadir Moknèche
- Watermarks de Yaron Zilberman
- Wild Side de Sébastien Lifshitz

### 2005
- 9 m² pour deux de Joseph Cesarini et Jimmy Glasberg
- L'Accordeur de tremblements de terre des frères Quay
- Les Amants réguliers de Philippe Garrel
- Les Artistes du théâtre brûlé de Rithy Panh
- Attente de Rashid Masharawi
- Aux abois de Philippe Collin
- Avant l'oubli d'Augustin Burger
- Backstage d'Emmanuelle Bercot
- Batalla en el cielo de Carlos Reygadas
- Caché de Michael Haneke
- Conte de cinéma (Geuk jang jeon) de Hong Sang-soo
- Darshan de Jan Kounen
- Don't Come Knocking de Wim Wenders
- L'Enfant des frères Dardenne
- Familles à vendre (Bednye rodstvenniki) de Pavel Lounguine
- Fantômes (Gespenster) de Christian Petzold
- La Fille du juge de William Karel
- Free Zone d'Amos Gitaï
- Gabrielle de Patrice Chéreau
- Gentille de Sophie Fillières
- Le Grand Silence (Die große Stille) de Philip Gröning
- J'ai vu tuer Ben Barka de Serge Le Péron
- Le Malentendu colonial de Jean-Marie Teno
- Manderlay de Lars von Trier
- La Mort du travailleur (Workingman’s Death) de Michael Glawogger
- Paradise Now de Hany Abu-Assad
- Le Promeneur du Champ-de-Mars de Robert Guédiguian
- La Ravisseuse d'Antoine Santana
- Riviera d'Anne Villacèque
- Quand je serai star de Patrick Mimouni
- La Saveur de la pastèque (Tian bian yi duo yun) de Tsai Ming-liang
- Scènes de classe (Hubertus Siegert) de Hubertus Siegert
- Something Like Happiness (Štěstí) de Bohdan Sláma
- La Terre abandonnée (Sulanga Enu Pinisa) de Vimukthi Jayasundara
- Travaux de Brigitte Roüan
- Une aventure de Xavier Giannoli
- Un couple parfait de Nobuhiro Suwa
- Vers Mathilde de Claire Denis

### 2006
- Après l'océan d'Éliane de Latour
- Bamako d'Abderrahmane Sissako
- Barakat ! de Djamila Sahraoui
- Daratt de Mahamat Saleh Haroun
- Le Dernier Caravansérail d'Ariane Mnouchkine
- Les Enragés (Knallhart) de Detlev Buck
- Les Européens de Sólveig Anspach, Jasmin Dizdar, Emmanuel Finkiel, Gerard Stembridge et Saara Saarela
- Exile Family Movie d'Arash T. Riah
- Fallen de Barbara Albert
- Flandres de Bruno Dumont
- Golden Door (Nuovomondo) d'Emanuele Crialese
- Gradiva d'Alain Robbe-Grillet
- Hamaca Paraguaya de Paz Encina
- L'Intouchable de Benoît Jacquot
- The Inugamis de Kon Ichikawa
- Jour nuit, jour nuit (Day Night Day Night) de Julia Loktev
- Les Lumières du faubourg (Laitakaupungin valot) d'Aki Kaurismäki
- La Nuit des tournesols (La noche de los girasoles) de Jorge Sánchez-Cabezudo
- Pour aller au ciel, il faut mourir (Bihisht faqat baroi murdagon) de Jamshed Usmonov
- Rage de dent (Toothache) de Ian Simpson
- Rwanda, les collines parlent de Bernard Bellefroid
- Le Signe des ancêtres (Khadak) de Peter Brosens et Jessica Woodworth
- Un ami parfait de Francis Girod
- Un matin bonne heure de Gahité Fofana
- La Vie des autres (Das Leben der Anderen) de Florian Henckel von Donnersmarck
- Voiture de luxe (Jiāng chéng xià rì) de Wang Chao
- Zidane, un portrait du XXIe siècle de Douglas Gordon et Philippe Parreno

### 2007
- Capitaine Achab de Philippe Ramos
- Caramel (Sukkar banat) de Nadine Labaki
- Charly d'Isild Le Besco
- Christophe Colomb, l'énigme (Cristóvão Colombo - O Enigma) de Manoel de Oliveira
- Les Citronniers (Etz limon) d'Eran Riklis
- Dans la vie de Philippe Faucon
- Délice Paloma de Nadir Moknèche
- Désengagement d'Amos Gitaï
- Ezra de Newton Aduaka
- Le Fils de Rambow (Son of Rambow) de Garth Jennings
- L'Héroïne de Gdansk (Strajk – Die Heldin von Danzig) de Volker Schlöndorff
- Héros de Bruno Merle
- L'Homme de Londres (A Londoni férfi) de Béla Tarr et Ágnes Hranitzky
- L'Homme qui marche d'Aurélia Georges
- Lumière silencieuse (Stellet Licht) de Carlos Reygadas
- Médée Miracle de Tonino De Bernardi
- Les Méduses (Meduzot) d'Etgar Keret et Shira Geffen
- Mister Lonely de Harmony Korine
- Ne touchez pas la hache de Jacques Rivette
- Nous, les vivants (Du levande) de Roy Andersson
- La Nouvelle Vie de monsieur Horten (O' Horten) de Bent Hamer
- Retour en Normandie de Nicolas Philibert
- T'as de beaux yeux, chéri d'André Schäfer
- Ulzhan de Volker Schlöndorff
- Un baiser, s'il vous plaît ! d'Emmanuel Mouret
- Un cœur simple de Marion Laine
- Une avalanche de cadeaux (Meine schöne Bescherung) de Vanessa Jopp
- Vous êtes de la police ? de Romuald Beugnon
- Le Voyage du ballon rouge de Hou Hsiao-hsien
- Zone libre de Christophe Malavoy

### 2008
- 35 Rhums de Claire Denis
- Âmes en stock (Cold Souls) de Sophie Barthes
- L'Apprenti de Samuel Collardey
- Les Buddenbrook, le déclin d'une famille  (Buddenbrooks) de Heinrich Breloer
- Les Collections de Mithat Bey (10'e 10 kala) de Pelin Esmer
- Commis d'office de Hannelore Cayre
- Feuerherz de Luigi Falorni
- Il divo de Paolo Sorrentino
- Khamsa de Karim Dridi
- Louise-Michel de Gustave Kervern et Benoît Delépine
- Lulu et Jimi (Lulu und Jimi) d'Oskar Roehler
- Mascarades de Lyes Salem
- Mateo Falcone d'Éric Vuillard
- Picnic (Pescuit sportiv) d'Adrian Sitaru
- Les Plages d'Agnès d'Agnès Varda
- La Possibilité d'une île de Michel Houellebecq
- Rachel de Simone Bitton
- Rendez-vous à Palerme (Palermo Shooting) de Wim Wenders
- Septième Ciel (Wolke 9) d'Andreas Dresen
- Le Silence de Lorna des frères Dardenne
- Stella de Sylvie Verheyde
- Tengri, le bleu du ciel de Marie Jaoul de Poncheville
- Tokyo! de Michel Gondry, Leos Carax et Bong Joon-ho
- Un lac de Philippe Grandrieux
- La Vie moderne de Raymond Depardon

### 2009
- 100 % grec de Fílippos Tsítos
- Antichrist de Lars von Trier
- C'est ici que je vis (Petit indi) de Marc Recha
- Cendres et Sang de Fanny Ardant
- Commis d'office de Hannelore Cayre
- Dans la tourmente (Within the Whirlwind) de Marleen Gorris
- Entre deux mondes (Ahasin Wetei) de Vimukthi Jayasundara
- Felicia plus que tout (Felicia, înainte de toate) de Melissa de Raaf et Răzvan Rădulescu
- Fix ME de Raed Andoni
- La Folle Histoire d'amour de Simon Eskenazy de Jean-Jacques Zilbermann
- The Good Heart de Dagur Kári
- Hadewijch de Bruno Dumont
- L'Homme de chevet d'Alain Monne
- Independencia de Raya Martin
- Jaffa (Kalat Hayam) de Keren Yedaya
- Huacho d'Alejandro Fernández Almendras
- Irène d'Alain Cavalier
- Mademoiselle Chambon de Stéphane Brizé
- Ordinary People de Vladimir Perišić
- Le Père de mes enfants de Mia Hansen-Løve
- Persécution de Patrice Chéreau
- Singularités d'une jeune fille blonde (Singularidades de uma Rapariga Loura) de Manoel de Oliveira
- Visage de Tsai Ming-liang
- Les Yes Men refont le monde (The Yes Men Fix the World) d'Andy Bichlbaum, Mike Bonanno et Kurt Engfehr
- Yuki et Nina d'Hippolyte Girardot et Nobuhiro Suwa

## Années 2010

### 2010
- L'Albanais (Der Albaner) de Johannes Naber
- L'Arbre de Julie Bertuccelli
- Au fond des bois de Benoît Jacquot
- Aurora de Cristi Puiu
- Le Bal de la Saint Jean (El baile de San Juan) de Francisco Athié
- Bi, n'aie pas peur ! (Bi, dung so!) de Phan Đăng Di
- Cleveland contre Wall Street de Jean-Stéphane Bron
- Copacabana de Marc Fitoussi
- Cours, si tu peux (Renn, wenn du kannst) de Dietrich Brüggemann
- Dernier étage, gauche, gauche d'Angelo Cianci
- El Sicario, Room 164 de Gianfranco Rosi
- Fondu au noir (Satte Farben vor Schwarz) de Sophie Heldman
- Frères d'Italie (Noi credevamo) de Mario Martone
- La Grotte des rêves perdus (Cave of Forgotten Dreams) de Werner Herzog
- Henri 4 de Jo Baier
- Histoire de mes cheveux de Boris Lehman
- Il était une fois un meurtre (Das letzte Schweigen) de Baran bo Odar
- Mammuth de Benoît Delépine et Gustave Kervern
- Miel (Bal) de Semih Kaplanoğlu
- Noël sous l'aurore boréale (Hjem til jul) de Bent Hamer
- Noir Océan de Marion Hänsel
- Le Plus Vieil Écolier du monde (The First Grader) de Justin Chadwick
- Poll de Chris Kraus
- Le quattro volte de Michelangelo Frammartino
- Rendez-vous avec un ange d'Yves Thomas et Sophie de Daruvar
- Les Rêves dansants. Sur les pas de Pina Bausch d'Anne Linsel et Rainer Hoffmann
- La Rivière Tumen (Dooman River) de Zhang Lu
- Rubber de Quentin Dupieux
- Toscan d'Isabelle Partiot
- Tournée de Mathieu Amalric
- Trois (Drei) de Tom Tykwer
- Un poison violent de Katell Quillévéré
- Visite à Hokusai de Jean-Pierre Limosin
- Women Are Heroes de JR
- Womb de Benedek Fliegauf

### 2011
- 4 Jours en mai (4 Tage im Mai) d'Achim von Borries
- Americano de Mathieu Demy
- L'Apollonide : Souvenirs de la maison close de Bertrand Bonello
- Le Ciel en bataille de Rachid B.
- Corpo celeste d'Alice Rohrwacher
- Des jeunes gens modernes de Jérôme de Missolz
- Dix-sept Filles de Delphine et Muriel Coulin
- Les Géants de Bouli Lanners
- Gerhard Richter Painting de Corinna Belz
- Le Havre d'Aki Kaurismäki
- Impunité (Impunity) de Juan José Lozano et Hollman Morris
- Jimmy Rivière de Teddy Lussi-Modeste
- Louise Wimmer de Cyril Mennegun
- Love and Bruises de Lou Ye
- La Maladie du sommeil (Schlafkrankheit) d'Ulrich Köhler
- Melancholia de Lars von Trier
- Michel Petrucciani de Michael Radford
- Mon arbre de Bérénice André
- My Sweet Canary de Roy Sher
- Oh My God! (Hysteria) de Tanya Wexler
- L'Oiseau d'Yves Caumon
- Pater d'Alain Cavalier
- Le Petit Poucet de Marina de Van
- La Petite Venise (Io sono Li) d'Andrea Segre
- Polisse de Maïwenn
- Poulet aux prunes de Vincent Paronnaud et Marjane Satrapi
- Le Roman de ma femme de Jamshed Usmonov
- Sport de filles de Patricia Mazuy
- La Terre outragée de Michale Boganim
- Tomboy de Céline Sciamma
- Tous au Larzac de Christian Rouaud
- Un mundo misterioso de Rodrigo Moreno
- Un samedi presque parfait (V subbotu) d'Alexandre Mindadze
- Un amour de jeunesse de Mia Hansen-Løve
- ¡Vivan las Antipodas! de Viktor Kossakovski
- Vol spécial de Fernand Melgar

### 2012
- L'Âge atomique de Héléna Klotz
- Blancanieves de Pablo Berger
- Captive de Brillante Mendoza
- Comme un lion de Samuel Collardey
- Confession d'un enfant du siècle de Sylvie Verheyde
- La Grâce (Gnade) de Matthias Glasner
- Le Grand Soir de Benoît Delépine et Gustave Kervern
- Héritage (Inheritance) de Hiam Abbass
- Hiver nomade de Manuel von Stürler
- Holy Motors de Leos Carax
- Il a plu sur le grand paysage de Jean-Jacques Andrien
- Je suis venu vous dire... de Pierre-Henri Salfati
- Lullaby to My Father d'Amos Gitaï
- Melaza de Carlos Lechuga
- Meteora de Spiros Stathoulopoulos
- Mystery de Lou Ye
- La Pirogue de Moussa Touré
- Post Tenebras Lux de Carlos Reygadas
- Quelques heures de printemps de Stéphane Brizé
- Rengaine de Rachid Djaïdani
- Rock the Casbah de Yariv Horowitz
- Le Serment de Tobrouk de Bernard-Henri Lévy et Marc Roussel
- Syngué sabour. Pierre de patience d'Atiq Rahimi
- Tue-moi (Töte mich) d'Emily Atef
- Un week-end en famille (Was bleibt) de Hans-Christian Schmid
- Une cabane au fond des bois (Die Summe meiner einzelnen Teile) de Hans Weingartner
- Les Vivants (Die Lebenden) de Barbara Albert
- Wrong de Quentin Dupieux

### 2013
- A Home Far Away de Peter Entell
- Abus de faiblesse de Catherine Breillat
- L'amour est un crime parfait d'Arnaud et Jean-Marie Larrieu
- Camille Claudel 1915 de Bruno Dumont
- Comment j'ai détesté les maths d'Olivier Peyon
- La Cour de Babel de Julie Bertuccelli
- Cours sans te retourner (Lauf Junge lauf) de Pepe Danquart
- L'Inconnu du lac d'Alain Guiraudie
- Ipu, condamné à vie de Bogdan Dreyer
- Je me sens disco (Ich fühl mich Disco) d'Axel Ranisch
- Left Foot Right Foot de Germinal Roaux
- La Ligne de partage des eaux de Dominique Marchais
- The Lunchbox de Ritesh Batra
- La Maison de la radio de Nicolas Philibert
- Michael Kohlhaas d'Arnaud des Pallières
- My Sweet Pepper Land de Hiner Saleem
- Nymphomaniac de Lars von Trier
- La Passion de Michelangelo (La Pasión de Michelangelo) d'Esteban Larraín
- La plaga de Neus Ballús
- La Révélation d'Ela (Hayatboyu) d'Aslı Özge
- La Ruée vers l'art de Marianne Lamour
- Les Salauds de Claire Denis
- Salvo de Fabio Grassadonia et Antonio Piazza
- Le Scandale Paradjanov ou la Vie tumultueuse d'un artiste soviétique (Paradzhanov) de Serge Avédikian et Olena Fetisova
- Les Sorcières de Zugarramurdi (Las brujas de Zugarramurdi) d'Álex de la Iglesia
- Tom à la ferme de Xavier Dolan
- Un château en Italie de Valeria Bruni Tedeschi
- Une histoire d'amour d'Hélène Fillières

### 2014
- Les Amitiés invisibles (Die Lügen der Sieger) de Christoph Hochhäusler
- Amour fou de Jessica Hausner
- Bande de filles de Céline Sciamma
- Broken Land de Stéphanie Barbey et Luc Peter
- La Chambre bleue de Mathieu Amalric
- Diplomatie de Volker Schlöndorff
- Eau argentée, Syrie autoportrait d'Oussama Mohammad et Wiam Simav Bedirxan
- Fidelio, l'odyssée d'Alice de Lucie Borleteau
- FLA de Djinn Carrénard
- L'Institutrice (Haganenet) de Nadav Lapid
- Mercuriales de Virgil Vernier
- Meurtre à Pacot de Raoul Peck
- Notre enfance à Tbilissi (Dzma) de Thierry et Téona Grenade
- Le Procès de Viviane Amsalem (Gett) de Shlomi et Ronit Elkabetz
- Saint Laurent de Bertrand Bonello
- Sils Maria d'Olivier Assayas
- Snow Therapy de Ruben Östlund
- Still the Water (Futatsume no mado) de Naomi Kawase
- Le Temps des cannibales (Zeit der Kannibalen) de Johannes Naber
- Terre battue de Stéphane Demoustier
- Timbuktu d'Abderrahmane Sissako
- Trois Cœurs de Benoît Jacquot
- Un pigeon perché sur une branche philosophait sur l'existence (En duva satt på en gren och funderade på tillvaron) de Roy Andersson
- Les Variations de Casanova (Casanova Variations) de Michael Sturminger
- White God de Kornél Mundruczó
- Winter Sleep (Kış Uykusu) de Nuri Bilge Ceylan
- Xenia de Panos H. Koutras

### 2015
- A Sinner in Mecca de Parvez Sharma
- Amnesia de Barbet Schroeder
- Au-delà des montagnes (Shānhé gùrén) de Jia Zhangke
- Avril et le Monde truqué de Christian Desmares et Franck Ekinci
- Babai, mon père (Babai) de Visar Morina
- Back Home (Louder Than Bombs) de Joachim Trier
- Caprice d'Emmanuel Mouret
- Ce sentiment de l'été de Mikhaël Hers
- Les Deux Amis de Louis Garrel
- Dirty Gold War de Daniel Schweizer
- Fatima de Philippe Faucon
- La Fille du fleuve (Ohthes) de Panos Karkanevatos
- Francofonia d'Alexandre Sokourov
- Le Grand Jeu de Nicolas Pariser
- Histoire de Judas de Rabah Ameur-Zaïmeche
- Hitchcock/Truffaut de Kent Jones
- La Loi du marché de Stéphane Brizé
- Masaan de Neeraj Ghaywan
- Mia madre de Nanni Moretti
- Les Mille et Une Nuits (As Mil e Uma Noites) de Miguel Gomes
- Moi et Kaminski (Ich und Kaminski) de Wolfgang Becker
- Monstres ordinaires (Wir Monster) de Sebastian Ko
- L'Ombre des femmes de Philippe Garrel
- The Other Side de Roberto Minervini
- La Peur de Damien Odoul
- Le Temps des rêves (Als wir träumten) d'Andreas Dresen
- Le Trésor (Comoara) de Corneliu Porumboiu
- Un amour violent (Härte) de Rosa von Praunheim
- World Brain de Stéphane Degoutin et Gwenola Wagon

### 2016
- Album de famille (Albüm) de Mehmet Can Mertoglu
- L'Avenir de Mia Hansen-Løve
- Bientôt les jours heureux  (I tempi felici verranno presto) d'Alessandro Comodin
- Carole Matthieu de Louis-Julien Petit
- Clash (Eshtebak) de Mohamed Diab
- Le Client (Forushande) d'Asghar Farhadi
- Dernières Nouvelles du cosmos de Julie Bertuccelli
- Diamond Island (Koh Pich) de Davy Chou
- Ewa de Haim Tabakman
- La Forêt de Quinconces de Grégoire Leprince-Ringuet
- Fuocoammare de Gianfranco Rosi
- L'Indomptée de Caroline Deruas
- Jean Ziegler, l'optimisme de la volonté de Nicolas Wadimoff
- Kékszakállú de Gastón Solnicki
- Louise en hiver de Jean-François Laguionie
- Ma Loute de Bruno Dumont
- Mercenaire de Sacha Wolff
- Nocturama de Bertrand Bonello
- Orpheline d'Arnaud des Pallières
- Personal Shopper d'Olivier Assayas
- Peshmerga de Bernard-Henri Lévy
- La Prunelle de mes yeux d'Axelle Ropert
- Rester vertical d'Alain Guiraudie
- Le Secret de la chambre noire de Kiyoshi Kurosawa
- Sieranevadade Cristi Puiu
- Salt and Fire de Werner Herzog
- Stefan Zweig, adieu l'Europe (Vor der Morgenröte) de Maria Schrader
- Toni Erdmann de Maren Ade
- La Tortue rouge de Michael Dudok de Wit
- Voir du pays de Delphine et Muriel Coulin

### 2017
- À mon âge je me cache encore pour fumer de Rayhana Obermeyer
- L'Amant d'un jour de Philippe Garrel
- Ava de Léa Mysius
- The Bookshop d'Isabel Coixet
- Dans la cour des grands (Es war einmal Indianerland) d'İlker Çatak
- Divino Inferno (Et Rodin créa la Porte de l'Enfer) de Bruno Aveillan
- En attendant les hirondelles de Karim Moussaoui
- Faute d'amour (Nelyubov) d'Andreï Zviaguintsev
- Filles du feu (film) de Stéphane Breton
- Foxtrot de Samuel Maoz
- Fors de Šarūnas Bartas
- Le Gardien invisible (El guardián invisible) de Fernando González Molina
- Happy End de Michael Haneke
- La Lune de Jupiter (Jupiter holdja) de Kornél Mundruczó
- Madame Hyde de Serge Bozon
- Les miracles ont le goût du ciel d'Alessandra Celesia
- El Presidente (La cordillera) de Santiago Mitre
- Retour à Montauk (Return to Montauk) de Volker Schlöndorff
- The Square de Ruben Östlund
- Une femme douce (Krotkaya) de Sergueï Loznitsa
- Une saison en France de Mahamat Saleh Haroun
- Une vie violente de Thierry de Peretti
- Le Vénérable W. de Barbet Schroeder
- Visages, Villages d'Agnès Varda
- Western de Valeska Grisebach

### 2018
- Amanda de Mikhaël Hers
- America de Claus Drexel
- Les Âmes mortes de Wang Bing
- Amin de Philippe Faucon
- C'est ça l'amour de Claire Burger
- Cold War de Paweł Pawlikowski
- Climax de Gaspar Noé
- Compañeros d'Álvaro Brechner
- Dilili à Paris de Michel Ocelot
- Domingo de Fellipe Barbosa et Clara Linhart
- Doubles Vies d'Olivier Assayas
- Les Éternels de Jia Zhangke
- Eva de Benoît Jacquot
- Heureux comme Lazzaro (Lazzaro felice) d'Alice Rohrwacher
- High Life de Claire Denis
- I Feel Good de Gustave Kervern et Benoît Delépine
- In My Room d'Ulrich Köhler
- Jessica Forever de Caroline Poggi et Jonathan Vinel
- Kinshasa Makambo de Dieudonné Hamadi
- Mademoiselle de Joncquières d'Emmanuel Mouret
- Maya de Mia Hansen-Løve
- Mes provinciales de Jean Paul Civeyrac
- Mon cher enfant (Weldi) de Mohamed Ben Attia
- Peu m'importe si l'histoire nous considère comme des barbares (Îmi este indiferent dacă în istorie vom intra ca barbari) de Radu Jude
- Plaire, aimer et courir vite de Christophe Honoré
- La Prière de Cédric Kahn
- Les Quatre Sœurs de Claude Lanzmann
- Samouni Road (La strada dei Samouni) de Stefano Savona
- Shéhérazade de Jean-Bernard Marlin
- Sibel de Çagla Zencirci et Guillaume Giovanetti
- Sophia Antipolis de Virgil Vernier
- Styx de Wolfgang Fischer
- Les Tombeaux sans noms de Rithy Panh
- Transit de Christian Petzold
- Trois Jours à Quiberon (Drei Tage in Quiberon) d'Emily Atef
- Un couteau dans le cœur de Yann Gonzalez

### 2019
- L'Adieu à la nuit d'André Téchiné
- Adolescentes de Sébastien Lifshitz
- Alice et le Maire de Nicolas Pariser
- Atlantique de Mati Diop
- L'Audition (Das Vorspiel) d'Ina Weisse
- Bacurau de Kleber Mendonça Filho et Juliano Dornelles
- Code 7500 - Un avion en détresse (7500) de Patrick Vollrath
- Le Daim de Quentin Dupieux
- Dau d'Ilia Andreïevitch Khrjanovski
- De chair et d'os (Legado en los huesos) de Fernando González Molina
- Être vivant et le savoir d'Alain Cavalier
- Haut les filles de François Armanet
- Les Hirondelles de Kaboul de Zabou Breitman et Éléa Gobbé-Mévellec
- Le Lac aux oies sauvages (Nánfāng Chēzhàn de Jùhuì) de Diao Yi'nan
- Martin Eden de Pietro Marcello
- Parole donnée (Es gilt das gesprochene Wort) d'İlker Çatak
- La Passion d'Anna Magnani d'Enrico Cerasuolo
- Portrait de la jeune fille en feu de Céline Sciamma
- Pour l'éternité (Om det oändliga) de Roy Andersson
- Roads de Sebastian Schipper
- Roubaix, une lumière d'Arnaud Desplechin
- Les Siffleurs (La Gomera) de Corneliu Porumboiu
- Sing Me a Song de Thomas Balmès
- Synonymes de Nadav Lapid
- Terminal Sud de Rabah Ameur-Zaïmeche
- Le Traître (Il traditore) de Marco Bellocchio
- Tremblements de Jayro Bustamante
- Tu mérites un amour de Hafsia Herzi
- Un divan à Tunis de Manele Labidi
- Une offrande à la tempête (Ofrenda a la tormenta) de Fernando González Molina
- Zombi Child de Bertrand Bonello

## Années 2020

### 2020
- ADN de Maïwenn
- Les Aventures d'un mathématicien (Adventures of a Mathematician) de Thorsten Klein
- Les Deux Alfred de Bruno Podalydès
- Exil de Visar Morina
- Ma voix t'accompagnera de Bruno Tracq
- Mon amour de David Teboul
- Notturno de Giorgio Bontempi
- La Nuée de Just Philippot
- Ondine de Christian Petzold
- Otac de Srdan Golubović
- Princesse Europe de Camille Lotteau
- Le Sel des larmes de Philippe Garrel
- Sous le ciel d'Alice de Chloé Mazlo
- Le Traducteur de Rana Kazkaz et Anas Khalaf

### 2021
- Les Amours d'Anaïs de Charline Bourgeois-Tacquet
- Annette de Leos Carax
- Bergman Island de Mia Hansen-Løve
- Birds of America de Jacques Lœuille
- Bonne Mère de Hafsia Herzi
- Bruno Reidal de Vincent Le Port
- Il buco de Michelangelo Frammartino
- Ce qui reste (Die Welt wird eine andere sein) d'Anne Zohra Berrached
- Enquête sur un scandale d'État de Thierry de Peretti
- Fabian (Fabian oder Der Gang vor die Hunde) de Dominik Graf
- La Fièvre de Petrov (Petrovy v grippe) de Kirill Serebrennikov
- La Femme du fossoyeur  (Guled & Nasra) de Khadar Ayderus Ahmed
- Flee (Flugt) de Jonas Poher Rasmussen
- France de Bruno Dumont
- Le Genou d'Ahed de Nadav Lapid
- L'Histoire de ma femme (A feleségem története) d'Ildikó Enyedi
- Julie (en 12 chapitres) (Verdens verste menneske) de Joachim Trier
- Moneyboys de C. B. Yi
- Nahschuss de Franziska Stünkel
- Nö de Dietrich Brüggemann
- Nous d'Alice Diop
- Onoda, 10 000 nuits dans la jungle d'Arthur Harari
- La Place d'une autre d'Aurélia Georges
- Retour à Reims (Fragments) de Jean-Gabriel Périot
- Serre moi fort de Mathieu Amalric
- Titane de Julia Ducournau
- Tralala d'Arnaud et Jean-Marie Larrieu
- La Traversée de Florence Miailhe
- Un héros (Ghahreman) d'Asghar Farhadi
- Une histoire d'amour et de désir de Leyla Bouzid
- Women Do Cry de Vesela Kazakova et Mina Mileva

### 2022
- Les Amandiers de Valeria Bruni Tedeschi
- Les Années Super 8 d'Annie Ernaux
- Août 2021 - Fuir Kaboul (Escape from Kabul) de Jamie Roberts
- Cascadeuses d'Elena Avdija
- Chronique d'une liaison passagère d'Emmanuel Mouret
- Au cœur des volcans : Requiem pour Katia et Maurice Krafft (The Fire Within: A Requiem for Katia and Maurice Krafft) de Werner Herzog
- La Conspiration du Caire (Walad Min Al Janna) de Tarik Saleh
- Corsage de Marie Kreutzer
- Dalva d'Emmanuelle Nicot
- Éclats d'enfance (A House Made of Splinters) de Simon Lereng Wilmont
- En nous de Régis Sauder
- L'Envol de Pietro Marcello
- L'Évadé : L'Étrange Affaire Carlos Ghosn (Fugitive: The Curious Case Of Carlos Ghosn) de Lucy Blakstad
- La Femme de Tchaïkovski (Jena Tchaïkovskogo) de Kirill Serebrennikov
- Frère et Sœur d'Arnaud Desplechin
- Grand Marin de Dinara Droukarova
- La Grande Magie de Noémie Lvovsky
- Les Harkis de Philippe Faucon
- Incroyable mais vrai de Quentin Dupieux
- L'Innocent de Louis Garrel
- Jour de gloire de Jeanne Frenkel et Cosme Castro
- La Ligne d'Ursula Meier
- Mon pays imaginaire (Mi país imaginario) de Patricio Guzmán
- My Small Land d'Emma Kawawada
- Les Nuits de Mashhad (Holy Spider) d'Ali Abbasi
- Pacifiction : Tourment sur les Îles d'Albert Serra
- Paradise d'Alexander Abaturov
- Les Passagers de la nuit de Mikhaël Hers
- Plus que jamais d'Emily Atef
- Rabiye Kurnaz contre George W. Bush (Rabiye Kurnaz gegen George W. Bush) d'Andreas Dresen
- Rimini d'Ulrich Seidl
- Saint Omer d'Alice Diop
- Sans filtre (Triangle of Sadness) de Ruben Östlund
- Saules aveugles, femme endormie de Pierre Földes
- Sparta d'Ulrich Seidl
- Stars at Noon de Claire Denis
- Traces (Restos do vento) de Tiago Guedes
- Viens je t'emmène d'Alain Guiraudie

### 2023
- Les Âmes sœurs d'André Téchiné
- Banel et Adama de Ramata-Toulaye Sy
- La Bête de Bertrand Bonello
- Ça reste entre nous (Wir haben einen Deal) de Felicitas Korn
- La Chimère (La chimera) d'Alice Rohrwacher
- Club Zero de Jessica Hausner
- L'Enlèvement (Rapito) de Marco Bellocchio
- État limite de Nicolas Peduzzi
- Les Filles d'Olfa de Kaouther Ben Hania
- Le Grand Chariot de Philippe Garrel
- Green Border d'Agnieszka Holland
- Les Herbes sèches (Kuru Otlar Üstüne) de Nuri Bilge Ceylan
- Jeunesse (Qīngchūn) de Wang Bing
- Living Bach d'Anna Schmidt
- Madame Hofmann de Sébastien Lifshitz
- Michel Gondry: Do it Yourself! de François Nemeta
- Notes pour un film (Notas para una película) d'Ignacio Agüero
- Obsessed with Light de Sabine Krayenbühl et Zeva Oelbaum
- Les Ombres de Beyrouth (In the Shadow of Beirut) de Garry Keane et Stephen Gerard Kelly
- Orlando, ma biographie politique de Paul B. Preciado
- Le Ravissement d'Iris Kaltenbäck
- Sages-femmes de Léa Fehner
- La Salle des profs (Das Lehrerzimmer) d'İlker Çatak
- Sans cœur (Sem Coração) de Nara Normande et Tião
- Schock de Denis Moschitto et Daniel Rakete Siegel
- Seneca de Robert Schwentke
- Sissi et moi (Sisi und Ich) de Frauke Finsterwalder
- Der vermessene Mensch de Lars Kraume
- Viva Varda ! de Pierre-Henri Gibert
- Voyages en Italie de Sophie Letourneur
- We Will Not Fade Away d'Alissa Kovalenko

### 2024
- À son image de Thierry de Peretti
- Aïcha de Mehdi Barsaoui
- L'Affût aux loups de Tanguy Dumortier et Olivier Larrey
- All We Imagine as Light de Payal Kapadia
- An Unfinished Journey d'Amie Williams et Aeyliya Husain
- April de Dea Kulumbegashvili
- Banzo de Margarida Cardoso
- The Basement de Roman Blazhan
- La Belle de Gaza de Yolande Zauberman
- Bird d'Andrea Arnold
- Black Tea d'Abderrahmane Sissako
- Children Beyond the War de Grégory et Arthur Herpe
- Chroniques chinoises (An Unfinished Film) de Lou Ye
- Dahomey de Mati Diop
- Le Deuxième Acte de Quentin Dupieux
- E.1027 - Eileen Gray and the House by the Sea de Beatrice Minger et Christoph Schaub
- Eat the Night de Caroline Poggi et Jonathan Vinel
- L'Effacement de Karim Moussaoui
- Ernest Cole: Lost and Found de Raoul Peck
- Les Fantômes de Jonathan Millet
- Flavors of Iraq de Léonard Cohen
- Flow de Gints Zilbalodis
- Les Graines du figuier sauvage (The Seed of the Sacred Fig) de Mohammad Rasoulof
- Le Grand Noël des animaux (collectif)
- Harvest d'Athiná-Rachél Tsangári
- Henry Fonda for President d'Alexander Horwath
- The Invasion de Sergueï Loznitsa
- Jacques Demy, le rose et le noir de Florence Platarets
- Jakobs Ross de Katalin Gödrös
- Je suis toujours là (Ainda Estou Aqui) de Walter Salles
- Ještě nejsem, kým chci být de Klára Tasovská
- Joana Mallwitz: Momentum de Günter Atteln
- Landesverräter de Michael Krummenacher
- Langue étrangère de Claire Burger
- Min fantastiske fremmede de Johanna Pyykkö
- Miséricorde d'Alain Guiraudie
- Miyazaki : L'Esprit de la nature de Léo Favier
- Mon gâteau préféré (Keyk-e mahbub-e man) de Maryam Moqadam et Behtash Sanaeeha
- La Petite Vadrouille de Bruno Podalydès
- Poison de Désirée Nosbusch
- Pol Pot Dancing d'Enrique Sánchez Lansch
- La Prisonnière de Bordeaux de Patricia Mazuy
- Rabia de Mareike Engelhardt
- Reine mère de Manele Labidi
- Les Reines du drame d'Alexis Langlois
- Le Roman de Jim d'Arnaud et Jean-Marie Larrieu
- Rumours de Guy Maddin, Evan et Galen Johnson
- Santosh de Sandhya Suri
- Septembre sans attendre (Volveréis) de Jonás Trueba
- Silex and the City, le film de Jul et Jean-Paul Guigue
- Spectateurs ! d'Arnaud Desplechin
- Tardes de soledad d'Albert Serra
- Tarika de Milko Lazarov
- Trois Amies d'Emmanuel Mouret
- TWST: Things We Said Today d'Andrei Ujică
- Un esprit dans le sang (Spirit in the Blood) de Carly May Borgstrom
- Vivre, mourir, renaître de Gaël Morel
- Voyage avec mon père (Treasure) de Julia von Heinz

### 2025
- Reine mère de Manele Labidi
- La Tour de glace de Lucile Hadžihalilović